# Strop (budownictwo)

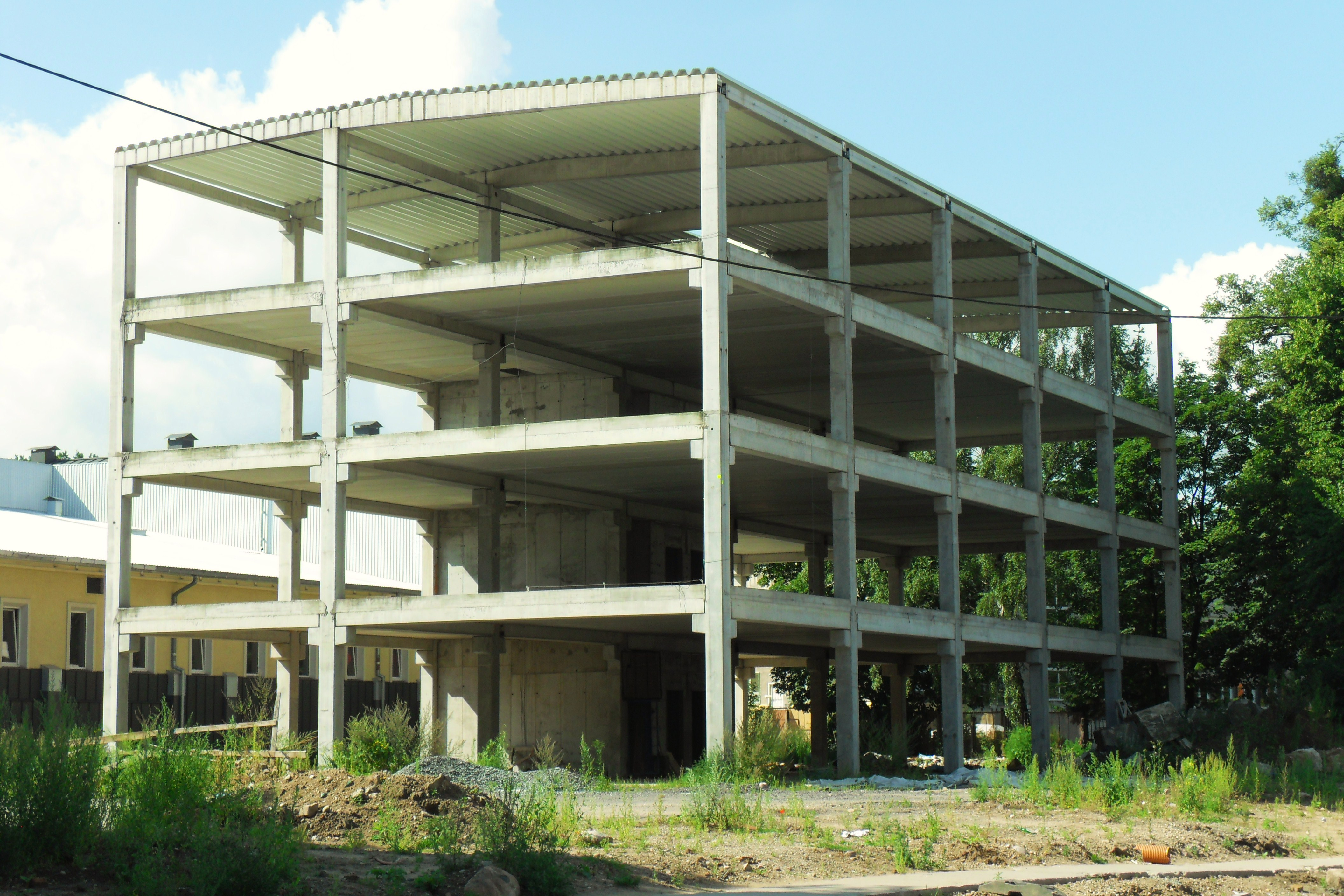
Stropy

Strop – poziomy układ konstrukcyjny oddzielający poszczególne kondygnacje budynku. Strop przenosi obciążenia na pionowe elementy nośne (ściany lub słupy). Na górnej powierzchni stropu układana jest podłoga, a dolną powierzchnię najczęściej pokrywa się tynkiem, tworząc sufit.

## Funkcje stropu
Najważniejszymi funkcjami stropu są:
- przenieść obciążenia stałe – ciężar własny, ciężar ścianek działowych, na poddaszu również częściowo ciężar więźby dachowej,
- przenieść obciążenia użytkowe – ciężar umeblowania, wyposażenia pomieszczenia, składowanych towarów i przebywających w nim osób, jednocześnie konstrukcja stropu musi mieć sztywność, wystarczającą na zachowanie wymaganych warunków użytkowych (ugięcie stropu pod wpływem obciążeń nie może przekraczać wartości dopuszczalnych),
- zwiększyć sztywność budynku,
- chronić pomieszczenia na poszczególnych kondygnacjach przed przenikaniem dźwięku, ciepła,
- stworzyć podłoże dla posadzek i podłóg,
- ograniczyć rozprzestrzenianie się ognia.

## Podział stropów ze względu na rodzaj rozwiązania konstrukcyjnego
- strop belkowy – elementem nośnym są belki ułożone równolegle do siebie, na których opierają się elementy wypełniające i warstwy podłogowe. Belki mogą być drewniane, stalowe lub żelbetowe. Wypełnienie mogą stanowić elementy drewniane, betonowe, ceramiczne (np. strop Kleina czy strop odcinkowy).
- strop płytowy – elementem nośnym jest płyta żelbetowa prefabrykowana lub monolityczna. W przypadku płyty monolitycznej, w czasie układania betonu, niezbędne jest pełne deskowanie od spodu płyty, która może być zbrojona jednokierunkowo lub krzyżowo. Zaletą tego typu stropów jest uzyskanie równej powierzchni z góry i z dołu płyty. Płyty oparte są bezpośrednio na ścianach.
- strop płytowo-żebrowy – elementem nośnym jest płyta oparta na żebrach (lekkie belki) równoległych do siebie i opartych na ścianach lub płyta oparta na ruszcie z żeber. Strop taki wykonuje się bezpośrednio na budowie na pełnym deskowaniu. Na wykonanie potrzeba więcej betonu niż w przypadku stropów gęstożebrowych.
- strop gęstożebrowy – elementem nośnym są żebra oparte na podporach (np. ścianach), przestrzeń między belkami wypełnia się pustakami ceramicznymi, betonowymi, gipsowymi lub trocino-cementowymi itd. i całość wypełnia się mieszanką betonową. Beton wypełnia przestrzeń między pustakami, tworzy żebra oraz warstwę tzw. nadbetonu.

## Podział stropów z uwagi na zastosowane materiały do ich wykonania
- stropy drewniane
- stropy ceramiczne
- stropy stalowo-ceramiczne
- stropy płytowo-belkowe
- stropy zespolone
- stropy stalowo-betonowe
- stropy ceramiczno-żelbetowe
- stropy żelbetowe
- stropy szklano-żelbetowe
- stropy z gazobetonu

Strop drewniany

Strop Kleina

Strop drewniany – jest odmianą stropu belkowego. Jego konstrukcja składa się z belek opartych na ścianach. Powyżej belek układana jest podłoga, od spodu przybita podsufitka.
Strop ceramiczny – wykonywane z cegieł lub pustaków, bardzo rzadko występują jako ceramiczne płyty podparte bezpośrednio na ścianach. Najczęściej są to:
- strop stalowo-ceramiczny, w których elementem nośnym są belki stalowe, na których opierają się płyty ceramiczne (np. strop Kleina)
- strop ceramiczno-żelbetowy, w których elementem konstrukcyjnym są żebra żelbetowe, pomiędzy którymi układane jest wypełnienie z pustaków (strop FERT, strop Ceram).

Do stropów gęstożebrowych z wypełnieniem ceramicznym należy także popularny niegdyś w budownictwie mieszkaniowym betonowany na miejscu budowy zaliczany do stropów lekkich strop Ackermana.
W latach pięćdziesiątych i sześćdziesiątych XX wieku najbardziej rozpowszechnione były stropy belkowo-pustakowe – najpierw DMS o rozstawie osiowym belek 65 cm, a później strop DZ3, DZ4 im DZ5 o rozstawie osiowym 60 cm (zgodnym z modułem budowlanym). Stropy DMS i DZ3 przeznaczone były do rozpiętości osiowej podpór 600 cm, stropy DZ4 i DZ5 do większych rozpiętości. 
Stropy WPS jako stropy płytowo-belkowe, gdzie belki nośne wykonane są ze stalowych dwuteowników pomiędzy którymi osadzone są płyty WPS. Stropy WPS stosowane są najczęściej przy wymianie stropów drewnianych, zwłaszcza w starych budynkach.
Strop zespolony to konstrukcja stalowo-betonowa. Blacha stalowa stanowi szalunek oraz dolne zbrojenie stropu, na które układana jest mieszanka betonowa. Strop oparty może być o belki stalowe lub żelbetowe.
Strop żelbetowy – może być wykonywany jako: strop monolityczny np. grzybkowy lub prefabrykowany, płytowy, płytowo-belkowy lub gęstożebrowy (z pustaków betonowych opartych na prefabrykowanych belkach żelbetowych).